# رياح الشيطان
رياح الشيطان (بالانجليزية: Demon Wind) هو فيلم رعب أمريكي من إنتاج عام 1990م وإخراج تشارلز فيليب مور. الفيلم يحكي عن مجموعة اصدقاء يسافرون إلى مزرعة قديمة، ولكن سرعان ما يكتشفون انهم لن يستطيعوا العيش بوجود هذا الضباب الغامض.

## روابط خارجية
- رياح الشيطان على موقع IMDb (الإنجليزية)
- رياح الشيطان على موقع روتن توميتوز (الإنجليزية)
- رياح الشيطان على موقع ألو سيني (الفرنسية)
- رياح الشيطان على موقع Turner Classic Movies (الإنجليزية)
- رياح الشيطان على موقع أول موفي (الإنجليزية)
- رياح الشيطان على موقع فيلمافينيتي (الإسبانية)
- رياح الشيطان على موقع قاعدة بيانات الفيلم (الإنجليزية)
- رياح الشيطان على موقع ليتربوكسد (الإنجليزية)
- رياح الشيطان على موقع كينوبويسك (الروسية)